# 10276 Matney
10276 Matney este o planetă minoră (asteroid), cu un diametru de 5,727 km, din centura de asteroizi. A fost descoperită pe 3 martie 1981 la Observatorul Siding Spring de Schelte J. Bus. 
Obiectul prezintă o orbită caracterizată de o semiaxă mare de 2,359508 UAi, o excentricitate de 0,19, o înclinație de 3,06593 ° în raport cu ecliptica.